# Campeonato Tocantinense de Futebol de 2016 - Segunda Divisão
A Segunda Divisão do Campeonato Tocantinense de Futebol foi a 8ª edição do torneio estadual do Tocantins.
Sete agremiações disputaram a competição.

## Forma de disputa
O Campeonato foi disputado em 04 (quatro) fases de acordo com os parágrafos constantes
deste artigo.
Na primeira fase da competição, sete equipes serão divididas em dois grupos com três equipes no grupo A e quatro no grupo B. Os times jogarão entre si, em jogos de ida e volta, dentro de cada grupo, todas as equipes terão o placar de 3 a 0 (W.O) contra o Araguaína por conta da punição sofrida pelo clube.
Os quatro primeiros colocados se classificam às semifinais, quando acontecem os seguintes cruzamentos: o segundo colocado no grupo A enfrenta o primeiro do grupo B, assim como o segundo colocado do grupo B enfrenta o primeiro colocado da chave A, os jogos também serão disputados em ida e volta. Os vencedores disputam a final do Tocantinense Segunda Divisão em duas partidas. O campeão e o vice-campeão serão os dois clubes classificados para a primeira divisão do estadual.
Na segunda e terceira fases, os critérios, em caso de empate em pontos ganhos, serão os seguintes: 1) melhor saldo de gols, dentro da fase em disputa; 2) se o empate ainda persistir, haverá cobrança de penalidades máximas.

## Critérios de desempate
Caso duas equipes terminem a fase final empatadas em pontos, utilizam-se os seguintes critérios de empate:
1. 1) Maior número de vitórias;
2. 2) Melhor saldo de gols;
3. 3) Maior número de gols-pró;
4. 4) Confronto direto;
5. 5) Menor número de gols sofridos;
6. 6) Sorteio na sede da FTF.

## Equipes participantes
Notas
- O Araguaína foi suspenso por 3 anos de disputar competições organizadas pela Federação Tocantinense de Futebol por ter descumprido uma decisão da Justiça Desportiva do Futebol do Tocantins de pagar uma multa envolvendo um caso de agressão ocorrido na Primeira Divisão de 2016.[2] A suspensão veio apenas após a tabela ter sido divulgada, portanto, o clube foi declarado derrotado por 3-0 em todos os jogos.

## Primeira Fase

### Primeira Rodada
| 15 de outubro | Nova Conquista | 1 - 2 | Colinas | Mirandão, Araguaína |
| 16:00         |                |       |         |                     |

| 16 de outubro | Sparta | 3 - 0 (W.O) | Araguaína | Mirandão, Araguaína |
| 16:00         |        |             |           |                     |

### Segunda Rodada
| 22 de outubro | Araguaína | 0 - 3 (W.O) | Nova Conquista | Mirandão, Araguaína |
| 16:00         |           |             |                |                     |

| 22 de outubro | Colinas | 0 - 0 | Sparta | Bigodão, Colinas do Tocantins |
| 17:00         |         |       |        |                               |

### Terceira Rodada
| 29 de outubro | Nova Conquista | 2 - 4 | Sparta | Mirandão, Araguaína |
| 16:00         |                |       |        |                     |

| 30 de outubro | Araguaína | 0 - 3 (W.O) | Colinas | Mirandão, Araguaína |
| 16:00         |           |             |         |                     |

### Quarta Rodada
| 5 de novembro | Sparta | 8 - 1 | Nova Conquista | Mirandão, Araguaína |
| 16:00         |        |       |                |                     |

| 6 de novembro | Colinas | 3 - 0 (W.O) | Araguaína | Bigodão, Colinas do Tocantins |
| 17:00         |         |             |           |                               |

### Quinta Rodada
| 12 de novembro | Sparta | 3 - 1 | Colinas | Mirandão, Araguaína |
| 16:00          |        |       |         |                     |

| 13 de novembro | Nova Conquista | 3 - 0 (W.O) | Araguaína | Mirandão, Araguaína |
| 16:00          |                |             |           |                     |

### Primeira Rodada
| 15 de outubro | União de Palmas | 1 - 1 | Palmas | Nilton Santos, Palmas |
| 16:00         |                 |       |        |                       |

| 19 de outubro | Imagine | 1 - 2 | Guaraí | Nilton Santos, Palmas |
| 19:00         |         |       |        |                       |

### Segunda Rodada
| 22 de outubro | Guaraí | 2 - 7 | União de Palmas | Delfinão, Guaraí |
| 16:00         |        |       |                 |                  |

| 22 de outubro | Palmas | 3 - 2 | Imagine | Nilton Santos, Palmas |
| 16:30         |        |       |         |                       |

### Terceira Rodada
| 29 de outubro | Guaraí | 0 - 1 | Palmas | Delfinão, Guaraí |
| 16:00         |        |       |        |                  |

| 29 de outubro | União de Palmas | 5 - 0 | Imagine | Nilton Santos, Palmas |
| 16:30         |                 |       |         |                       |

### Quarta Rodada
| 5 de novembro | Imagine | 1 - 4 | União de Palmas | Nilton Santos, Palmas |
| 16:30         |         |       |                 |                       |

| 6 de novembro | Palmas | 2 - 2 | Guaraí | Nilton Santos, Palmas |
| 16:30         |        |       |        |                       |

### Quinta Rodada
| 12 de novembro | Imagine | 1 - 5 | Palmas | Nilton Santos, Palmas |
| 16:30          |         |       |        |                       |

| 13 de novembro | União de Palmas | 5 - 1 | Guaraí | Nilton Santos, Palmas |
| 16:00          |                 |       |        |                       |